# Matabelina centralis
Matabelina centralis är en kackerlacksart som beskrevs av Karlis Princis 1969. Matabelina centralis ingår i släktet Matabelina och familjen småkackerlackor. Inga underarter finns listade i Catalogue of Life.